# Parque de los Estados (stanice metra v Madridu)
Parque de los Estados (plným názvem španělsky Estación de Parque de los Estados; doslovně přeloženo jako „Park států“) je stanice metra v Madridu, která se nachází v jižní aglomeraci města. Stanice má výstup do ulic Avenida de los Estados a Miguel de Unamuno ve městě Fuenlabrada.
Jedná se o stanici linky metra 12.
Stanice vznikla v rámci výstavby linky 12 a byla otevřena 11. dubna 2003 zároveň s celou linkou. Stanice se nachází v tarifní zóně B2.

## Fotogalerie

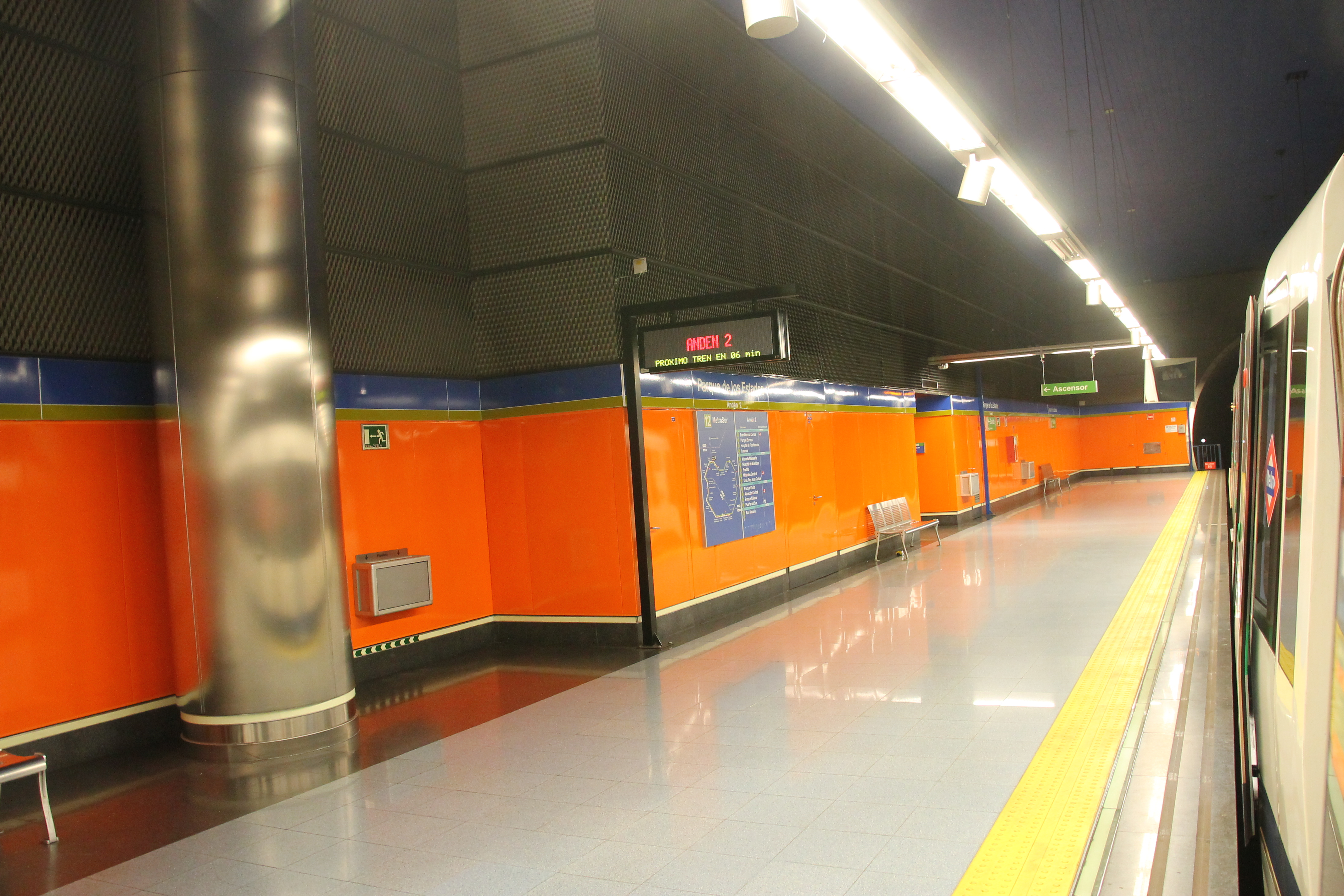
Nástupiště stanice
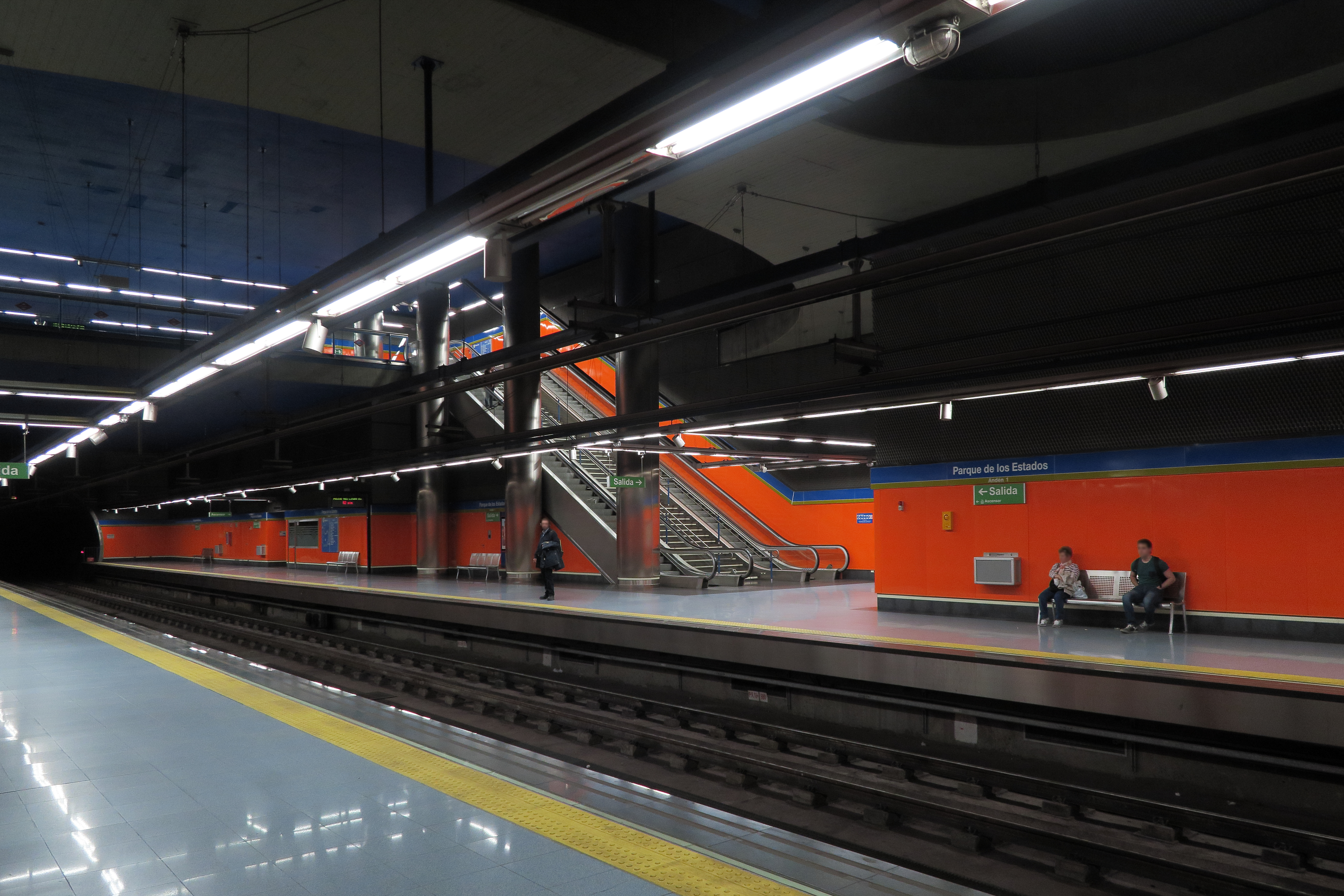
Nástupiště stanice
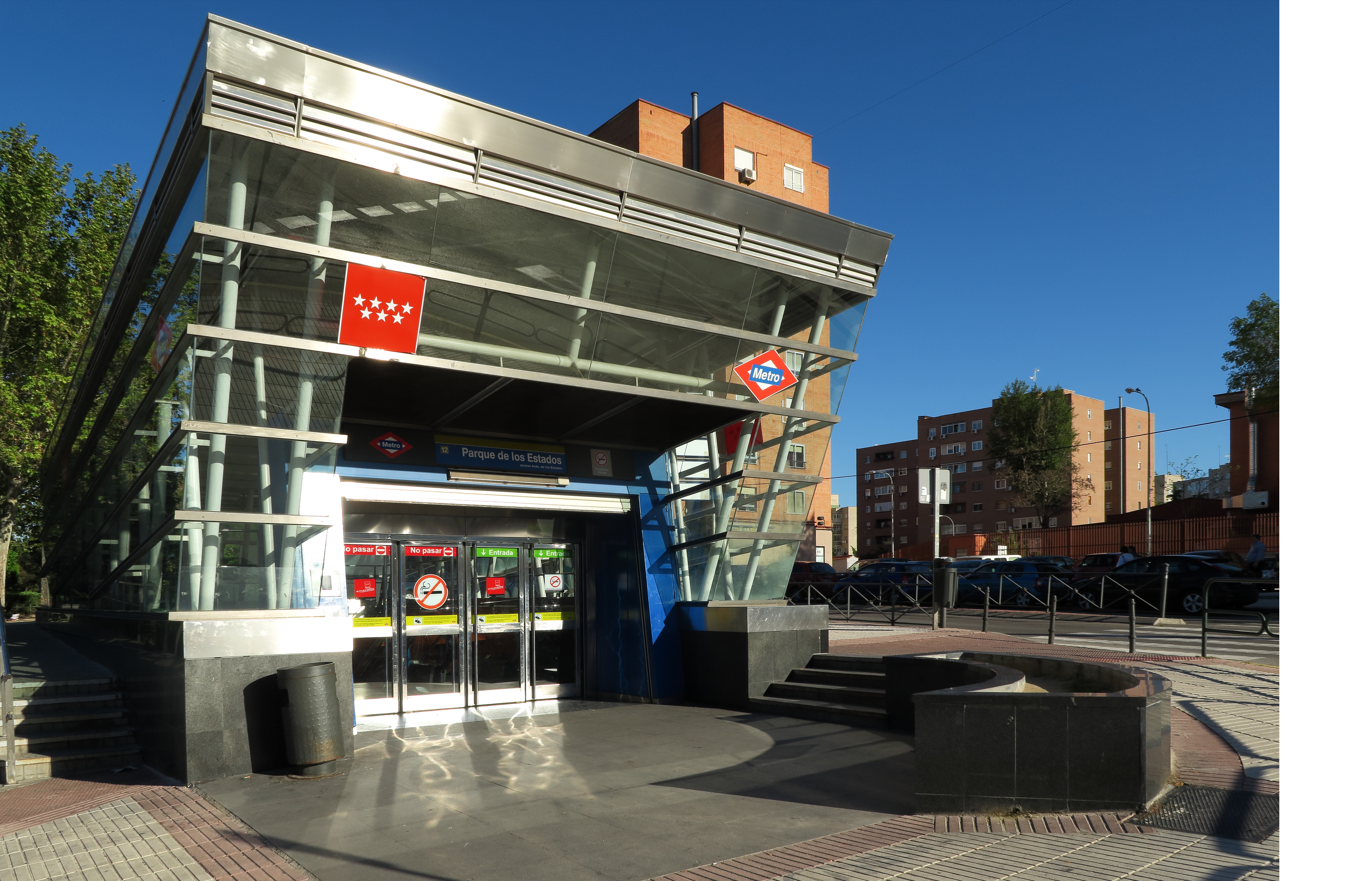
Vstup do stanice